# Xã Ryan, Quận Sumner, Kansas
Xã Ryan (tiếng Anh: Ryan Township) là một xã thuộc quận Sumner, tiểu bang Kansas, Hoa Kỳ. Năm 2010, dân số của xã này là 177 người.